# Chilbhavi, Hukeri
Chilbhavi là một làng thuộc tehsil Hukeri, huyện Belgaum, bang Karnataka, Ấn Độ.